# سوما اوتانی
سوماً اوتانی (انگلیسی: Soma Otani؛ زادهٔ ۲۵ ژوئیهٔ ۱۹۹۰) بازیکن فوتبال اهل ژاپن است.